# 박재석 (1985년)
박재석(1985년 2월 28일 ~ )은 대한민국의 프로게임단 지도자이다. 

## 지도자 생활
2002년 아마추어 팀인 fOu의 감독으로 부임했다.
2007년, STX 소울의 코치로 부임했다. 2012년까지 코치로 재직했으며 이후 군에 입대했다.
2014년, CTU의 코치로 부임했다.
2015년 2월, 오 마이 갓의 감독으로 부임했다.
2016시즌을 앞두고 스베누 코리아의 감독으로 부임했다.
2017시즌을 앞두고 팀 디그니타스의 감독으로 부임했다.
2017년 8월, I May의 코치로 부임했다.
2018년 5월, 비리비리 게이밍의 코치로 부임했다.